# Tangcal
Tangcal ist eine philippinische Stadtgemeinde in der Provinz Lanao del Norte. Sie hat 15.181 Einwohner (Zensus 1. August 2015).

## Baranggays
Tangcal ist politisch in 18 Baranggays unterteilt.
- Small Banisilon
- Bayabao
- Berwar
- Big Banisilon
- Big Meladoc
- Bubong
- Lamaosa
- Linao
- Lindongan
- Lingco-an
- Small Meladoc
- Papan
- Pelingkingan
- Poblacion
- Poona Kapatagan
- Punod
- Somiorang
- Tangcal Proper